# OSM (Minen)
Die Minen der OSM-Reihe, oder auch OZM (kyrillisch: ОЗМ (осколочно-заградительная мина)) (inoffiziell: Froschmine) sind Springminen mit Splitterwirkung aus der Gattung der Antipersonenminen, die in der ehemaligen Sowjetunion entwickelt wurden. In der sowjetischen Armee, danach in den Armeen der postsowjetischen Staaten erhielten sie den Spitznamen Mine Frosch oder Hexe.

## Beschreibung und Funktion

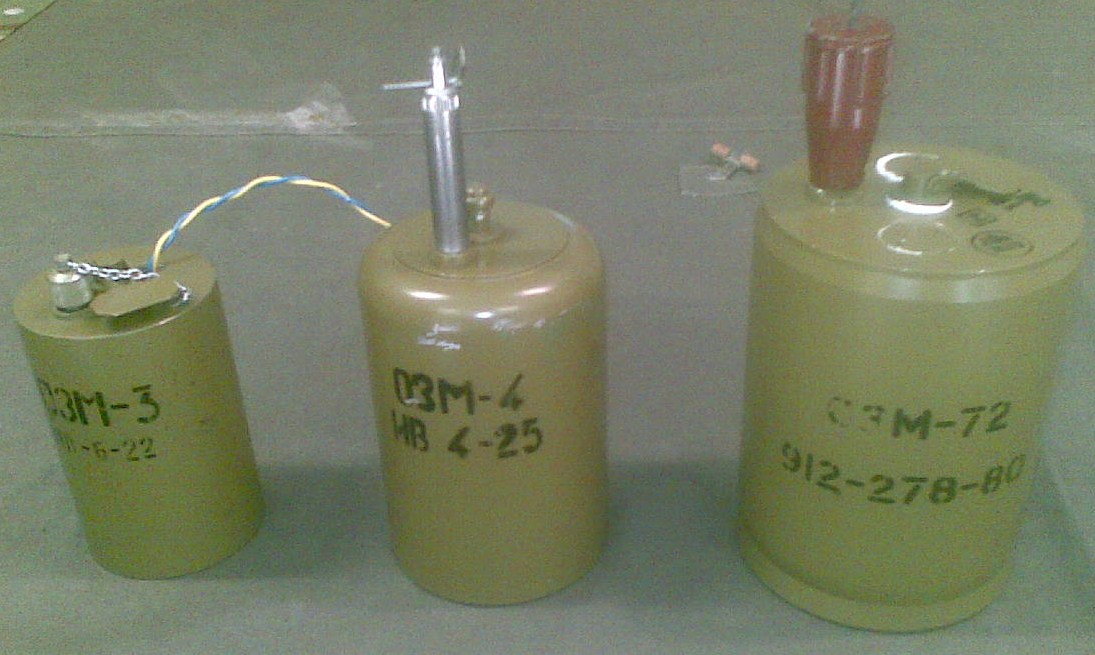
Von links: OSM-3, OSM-4 und OSM-72

Die OSM-Minen besitzen einen zylindrischen Stahlkörper mit zwei Öffnungen auf der Minenoberseite. Die mittige Öffnung dient zur Aufnahme der Sprengkapsel, die außermittige zur Aufnahme des Zünders. Sie werden durch Stolperdraht ausgelöst, oder wahlweise elektrisch per Hand gezündet.
Die OSM-4 und die OSM-72 funktionieren nach demselben Prinzip. Wird ein Zug von 10 bis 50 N gegen den Auslösedraht ausgeübt, wird ein Sicherungssplint aus dem Zünder gezogen. Dadurch wird der vorgespannte Schlagbolzen freigegeben, der auf das Zündhütchen schlägt und so einen Treibsatz zündet, der zum Minenboden hin abbrennt und dort eine Ausstoßladung initiiert, wodurch der Minenkörper vom Minenunterteil getrennt und in die Luft geschleudert wird. Der Minenbecher bleibt mit dem Minenkörper durch einen ca. 50 cm langen Draht verbunden, der in einen vorgespannten Schlagbolzen des Minenkörpers eingehakt ist. Mit Erreichen der Auslösehöhe spannt sich der Draht und gibt den Schlagbolzen frei, wodurch dieser auf die Sprengkapsel schlägt, die wiederum die Wirkladung zündet.
Die OSM-3 wird auf gleiche Weise ausgelöst und in die Luft geschleudert wie die beiden anderen Modelle, bleibt jedoch nicht mit einem Draht an der Bodenplatte befestigt, sondern zündet die Wirkladung mittels eines Verzögerungssatzes, ähnlich dem einer Handgranate.

## Modelle
OSM-3:
- Höhe: 12 cm
- Durchmesser: 7,5 cm
- Sprengstoff: 75 Gramm TNT

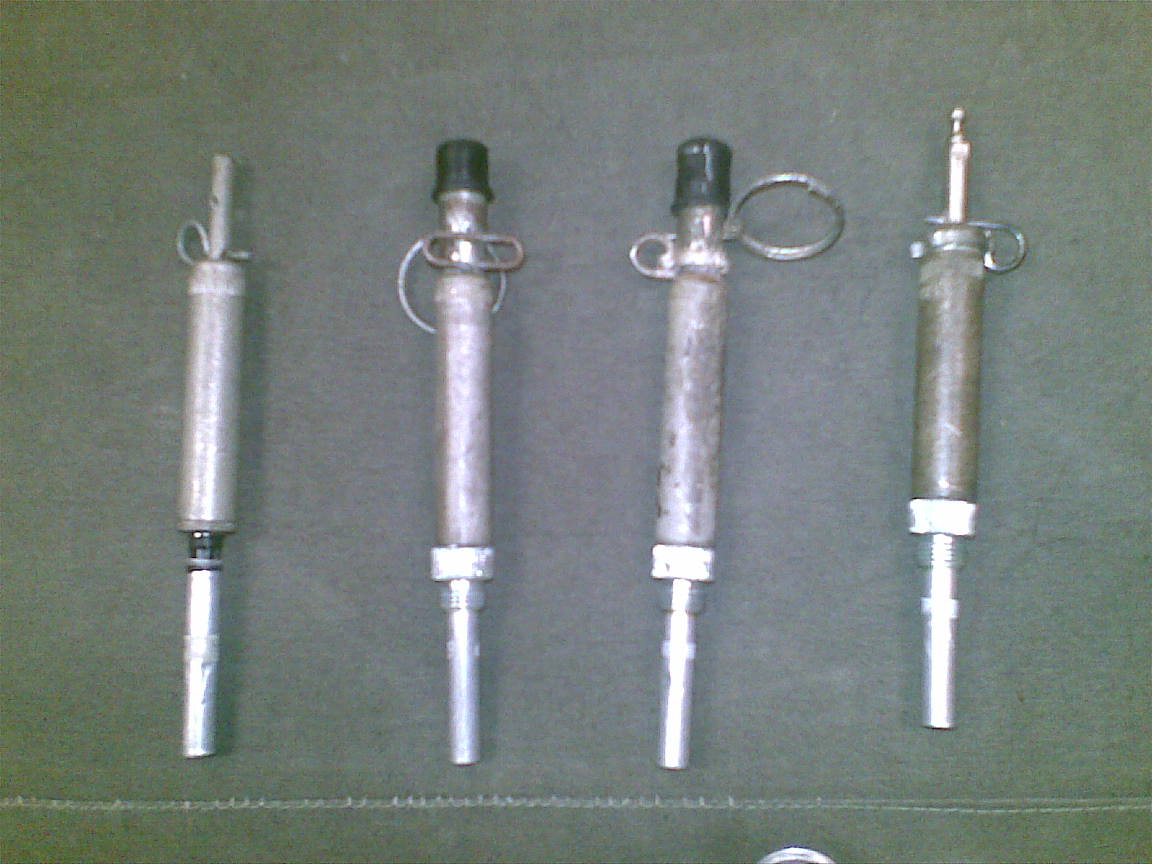
Von links: Zünder MUV, MUV-2, MUV-3 und MUV-4

- Auslösung: Stolperdraht/Spanndraht oder elektrisch per Hand
- Besonderheiten: Kleinstes Modell der OSM-Reihe, mittige Flügelschraube, fix eingebaute herausragende Zündkabel
- Zünder: MUV oder MUV-2, wahlweise elektrischer Glühzünder

OSM-4
- Höhe: 14,5 cm
- Durchmesser: 9 cm
- Sprengstoff: 170 Gramm TNT
- Auslösung: Stolperdraht/Spanndraht
- Besonderheiten: Abgerundete Minenoberseite
- Zünder: MUV bis MUV-4

OSM-72
- Höhe: 17 cm
- Durchmesser: 9,6 cm
- Sprengstoff: 500 Gramm TNT
- Auslösung: Stolperdraht/Spanndraht oder elektrisch per Hand
- Besonderheiten: Größtes Modell der OSM-Reihe, leicht abgesetzter Rand am Minenoberteil
- Zünder: MUV bis MUV-4, wahlweise elektrischer Glühzünder